# 名誉総裁
名誉総裁(めいよそうさい、英: Honorary Patron または Honorary President等)とは、国際機構もしくは公益法人、政党などが設置する栄誉職または称号を意味する。

## 名誉総裁
多くの場合、国際的な組織・機構ないし国家レベルの公益法人が事業の運営・遂行に際し、その国または分野において象徴的な人物に、名誉職としての代表者に推戴する場合に用いられる。国際的には政治・経済・学術など様々な分野において象徴的な人物や功労・実績ある人物に対して名誉総裁の職位ないし称号を授けている例が多い。
日本では、天皇ないし皇族などがその地位に就くことが多い。一例として、日本赤十字社では、法人代表者である社長の上位に名誉総裁・名誉副総裁が置かれ、名誉総裁は皇后が、副総裁はその他の皇族が務める。ともに、法人の運営や予算執行には関与しない名誉職である。功労あった看護師・助産師に贈られるフローレンス・ナイチンゲール記章の授与式に臨席し、贈章・授与を行う。
日本水難救済会、済生会、日本サッカー協会なども、同樣に皇族を名誉総裁としている（Category:皇族を奉戴する日本の組織を参照）。
これら日本国内の団体が皇族を奉戴する場合、明治以来昭和戦前までは「総裁」であったが、戦後、「名誉総裁」と名称変更したのが通例である。なお、例外として、結核予防会は総裁及び名誉総裁の制度があり、総裁は皇族を推戴する、名誉総裁は総裁として長年功績のあった者から推戴すると定款で定めている。大日本農会では総裁を推戴すると定款に規定している。
この他、団体ではなく、万国博覧会の開催に際して一時的に名誉総裁を推戴する例もあり、きわめて象徴的な役割として置かれるのが一般的といえる。近年の例としては2015年には「日本・ベルギー友好150周年」の名誉総裁に第125代天皇明仁（当時）が推戴されている。
日本で開催するオリンピック・パラリンピックの際も天皇(東京2020以前のパラリンピックは皇太子が)その名誉総裁に就き、皇后と共に同大会の開会式に臨席し開会宣言を行い、閉会式には皇嗣を名代として差遣する。

## 名誉副総裁
日本赤十字社では名誉副総裁の職を定め、文仁親王妃紀子、常陸宮正仁親王、正仁親王妃華子、 寬仁親王妃信子、憲仁親王妃久子が就任している。

## 日本の皇室の名誉総裁・名誉副総裁在職状況一覧
出典：
皇后雅子
- 日本赤十字社名誉総裁

秋篠宮文仁親王
- 世界自然保護基金ジャパン名誉総裁
- 日蘭協会 名誉総裁
- 特定非営利活動法人全日本愛瓢会 名誉総裁
- 日本水大賞委員会 名誉総裁
- 日本ワックスマン財団　名誉総裁
- サイアム・ソサエティ 名誉副総裁

文仁親王妃紀子
- 日本赤十字社名誉副総裁

佳子内親王
- 公益財団法人日本テニス協会名誉総裁

常陸宮正仁親王
- 日本瑞典協会名誉総裁
- 日本ベルギー協会名誉総裁
- 公益財団法人がん研究会名誉総裁
- 特定非営利活動法人日本パスツール協会名誉総裁
- 日本赤十字社名誉副総裁

正仁親王妃華子
- 日本いけばな芸術協会名誉総裁
- 日本動物福祉協会名誉総裁
- 日本馬術連盟名誉総裁
- 日本・ラテンアメリカ婦人協会名誉総裁
- 日本赤十字社名誉副総裁

寬仁親王妃信子
- 日本ばら会名誉総裁
- 日本赤十字社名誉副総裁

憲仁親王妃久子
- いけばなインターナショナル 名誉総裁
- 全日本軟式野球連盟 名誉総裁
- 全日本アーチェリー連盟 名誉総裁
- 日本フェンシング協会 名誉総裁
- 日本水難救済会 名誉総裁
- 日本ホッケー協会 名誉総裁
- 日本サッカー協会 名誉総裁
- 日本スペイン協会 名誉総裁
- 地域伝統芸能活用センター 名誉総裁
- 稲盛財団 名誉総裁
- 日本セーリング連盟 名誉総裁
- 日本スカッシュ協会 名誉総裁
- 日本海洋少年団連盟 名誉総裁
- 日本学生協会基金 名誉総裁
- 日本アジア協会 名誉総裁
- フランス語婦人会 名誉総裁
- 日本・エジプト協会 名誉総裁
- 日加協会 名誉総裁
- バードライフ・インターナショナル 名誉総裁
- 国際弓道連盟 名誉総裁
- 高円宮記念日韓交流基金 名誉総裁
- 仁和会 名誉総裁
- 中宮寺奉賛会 名誉総裁
- 日本赤十字社 名誉副総裁

### 報道資料
- 『朝日新聞』2015年11月5日朝刊

### インターネット資料
- 日本赤十字社ウェブサイト「組織概要」